# Utetes propecoracinum
Utetes propecoracinum är en stekelart som först beskrevs av Fischer 1999.  Utetes propecoracinum ingår i släktet Utetes och familjen bracksteklar. Inga underarter finns listade i Catalogue of Life.